# Mary Livermore
Mary Livermore (nascida Mary Ashton Rice; 19 de dezembro de 1820 – 23 de maio de 1905) foi uma jornalista norte-americana, abolicionista e defensora dos direitos das mulheres. Os seus volumes impressos incluíam: Thirty Years Too Late, publicado pela primeira vez em 1847 como um conto premiado de temperança e re-publicado em 1878; Pen Pictures; or, Sketches from Domestic Life; What Shall We Do with Our Daughters? Superfluous Women, and Other Lectures; e My Story of the War. A Woman's Narrative of Four Years' Personal Experience as Nurse in the Union Army, and in Relief Work at Home, in Hospitals, Camps and at the Front during the War of the Rebellion. Ela escreveu um esboço da escultora Anne Whitney para Women of the Day e fez o histórico discurso para a Celebração do Centenário do Primeiro Acordo dos Estados do Noroeste em Marietta, Ohio, a 15 de julho de 1788. 